# Lena Schilling

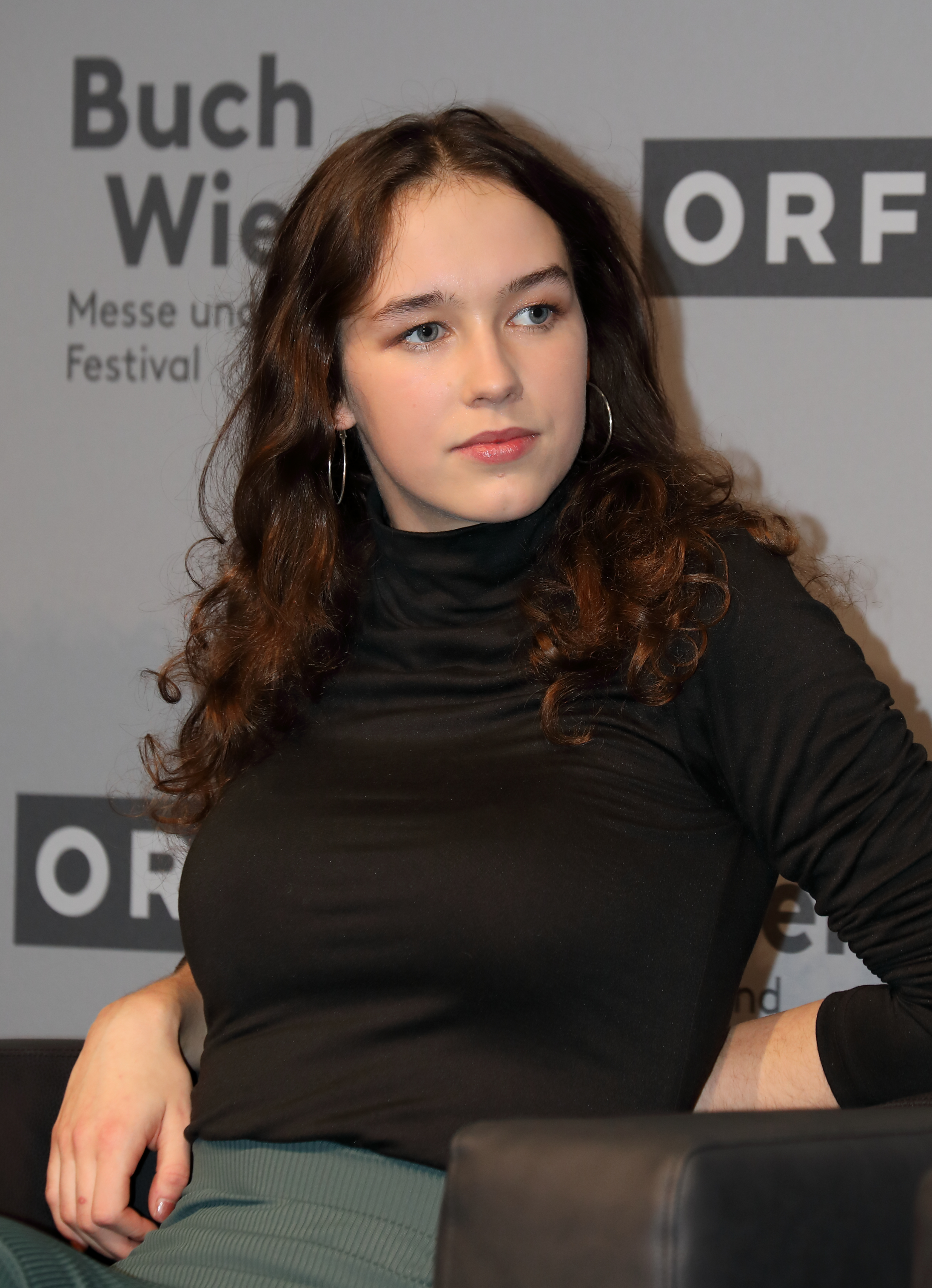
na Feira do Livro de Viena 2022, por C.Stadler/Bwag

Lena Schilling (Viena, 8 de janeiro de 2001), é uma ativista climática austríaca. Ela é a principal candidata do Partido Verde Austríaco para as eleições do Parlamento Europeu de 2024.

## Vida
Ela estudou na KunstModeDesign Herbststrasse e na Universidade de Viena. Ela foi uma ativista climática no movimento Fridays for Future. Em 2019, ela apareceu na conferência da Associação Austríaca de Municípios, ao lado do Presidente Federal, do Chanceler Federal e do Presidente do Conselho Nacional.
Ela fundou o conselho jovem, que protestou, ocupando o canteiro de obras do túnel Lobau em Viena. Ela é a porta-voz da “Iniciativa do Ato da Cadeia de Suprimentos Austríaca” com Veronika Bohrn Mena e Daniela Brodesser. No início de 2021, ela foi descrita na FM4 como “talvez a jovem mais politicamente ativa do país”. No final de 2021, ela participou de uma discussão em painel na série “Im Zentrum”.
Em 22 de janeiro de 2024, ela foi selecionada por Werner Kogler e, em 24 de fevereiro, confirmada pelo Congresso Federal do Partido Verde como a principal candidata dos Verdes Austríacos para as eleições do Parlamento Europeu de 2024.

## Obras
- Schilling, Lena (2022). Radikale Wende (em alemão). Wien: Amalthea Verlag. ISBN 978-3-99050-231-0 [11][12][13][14][15]